# Biläger

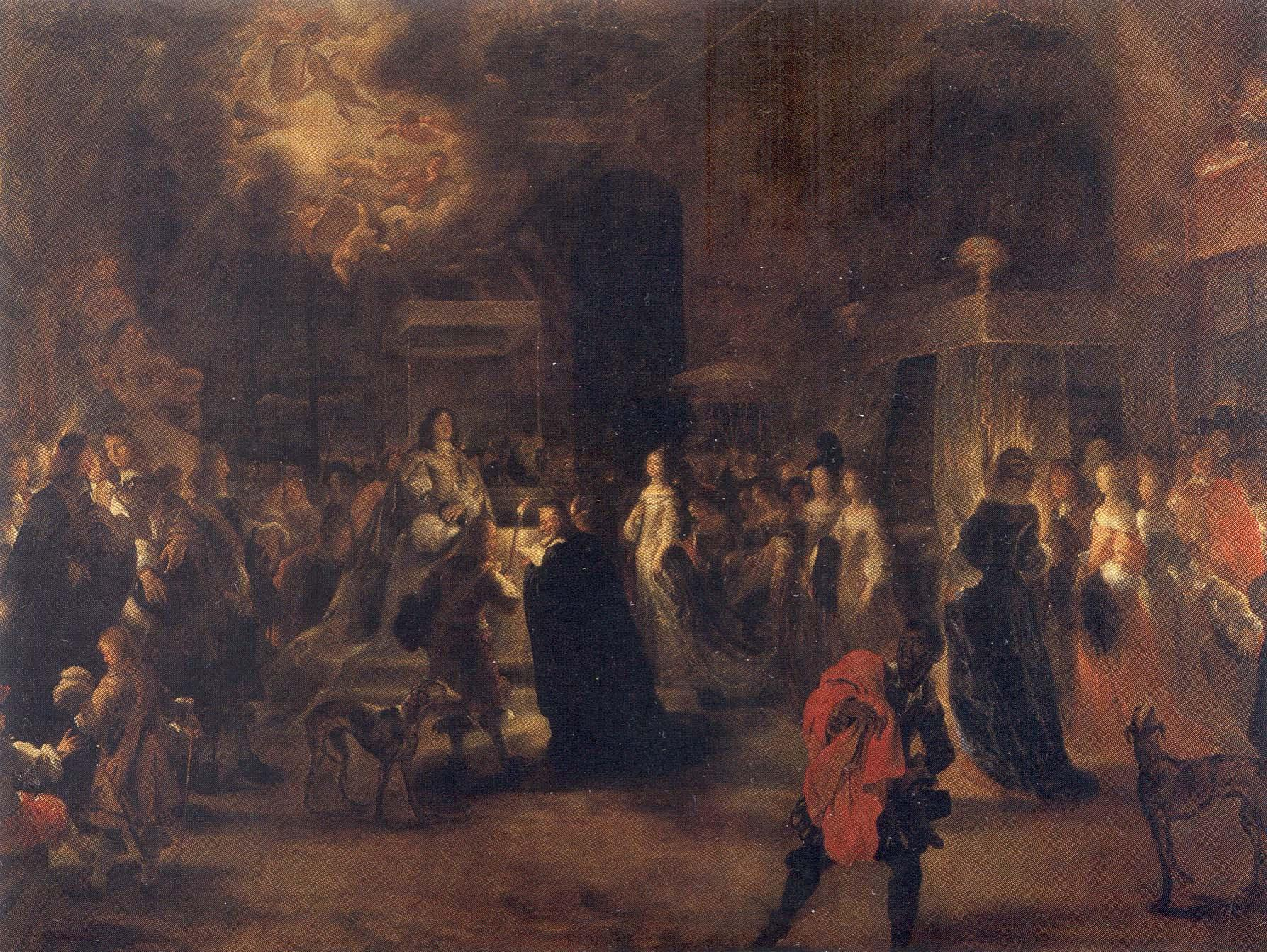
Biläger firas med kung Karl X Gustav och drottning Hedvig Eleonora efter deras vigsel 1654.

Gustav III:s bilägersdräkt.

Biläger (tyska Beilager) är ett äldre ord som motsvarar samlag,  könsumgänge eller parning. Biläger avsåg i äldre tider furstliga personers bröllop, ofta med tanke på det första äktenskapliga könsumgänget som följde på bröllopet. Det syftade även på den ceremoni som utfördes i samband med detta, då det nygifta paret under överinseende av bröllopsgästerna tog plats i brudsängen. 